# Stazione di Drumcondra
La stazione di Drumcondra (in inglese Drumcondra Railway station, in irlandese Droim Conrach), è una stazione ferroviaria che fornisce servizio a Drumcondra, nei pressi di Dublino, capitale dell'Irlanda. È una stazione rialzata rispetto al suolo, dove si trova solo l'entrata.
La stazione fu aperta il 1º aprile 1901 ma fu chiusa nel 1910 con l'ultimazione delle stazioni di Connolly e Heuston. La struttura originaria fu abbattuta nel 1918, mentre la stazione nella forma attuale è stata aperta il 2 marzo 1998 ed è interessata da due linee: il Commuter che unisce Longford a Maynooth e la linea 1 della DART. È la stazione ferroviaria più vicina allo stadio di Croke Park ed è previsto il suo utilizzo anche nell'ambito del progetto della metropolitana di Dublino.

## Servizi
- Servizi igienici
- Biglietteria a sportello
- Biglietteria self-service
- Distribuzione automatica cibi e bevande